# 太田氏
太田氏是日本氏族。主要有下列諸多流派：
1. 清和源氏賴光流太田氏。
2. 清和源氏賴親流太田氏。
3. 鐮倉・室町幕府中，世襲問注所執事的一族。鎌倉幕府問注所執事三善康信之子康連的後代。
4. 藤原氏秀鄉流太田氏。

## 清和源氏、賴光流太田氏

太田桔梗

攝津源氏的後代，祖先是源賴光的玄孫賴政（源三位賴政）的末子源廣綱。廣綱的子孫源資國住在丹波國桑田郡太田並稱為太田氏。
太田資清仕於扇谷上杉氏，資清之子資長（太田道灌）在武藏國豐島郡築起江戶城（東京都千代田區），成為上杉定正的執事而活躍著，但是被定正所殺，因此道灌之子資康仕於山内上杉氏。還有資清・道灌父子在武藏國入間郡築起河越城（埼玉縣川越市）。另外亦有他們在武藏國埼玉郡築起岩槻城（埼玉縣埼玉市岩槻區）的說法（築城者是成田正等的説法比較有力）。道灌的養子資家進入岩槻城並成為岩槻太田家。
子孫則分別仕於後北條氏、里見氏、佐竹氏。服從德川家康而成為大名的太田氏（太田資宗）支流則不能判斷是否屬於此流。
資高之孫資元跟隨佐賀的龍造寺家兼，後來成為佐賀藩藩主鍋島氏的親戚並擔任家老，變成太田鍋島氏直到幕末為止。

## 清和源氏、賴親流太田氏
大和源氏之祖源賴親的後裔，本據在攝津國嶋下郡太田。平安時代末期登場的有太田賴基，世世代代以太田城為居城。

## 三善流太田氏
鐮倉幕府問注所執事三善康信之子康連在鐮倉時代中期得到下野國太田庄，於是改姓為太田。
後來跟從足利尊氏而活躍，移住周防國玖珂郡椙杜郷的一族改姓椙杜氏，並仕於大内氏、毛利氏，後來成為長府藩筆頭家老。

## 藤原秀鄉流太田氏
藤原秀鄉的後裔，本據是在武藏國太田莊（現在的久喜市、加須市、羽生市、埼玉市岩槻區）的一族。出了小山氏、下河邊氏、大河戶氏等族人。
祖先是被稱為太田大夫・太田別當的太田行尊（行隆）。開發太田莊並一直傳承至行政━行光━行廣━行朝。行朝跟隨源賴朝參加野木宮合戰，因此被封到太田莊。但是在建久5年（1194年）6月，行朝殺傷在久伊豆神社的神人，神人一側因此抗議，導致賴朝派遣二階堂行光來仲裁的事態，行朝在太田莊的莊司職被沒收。以後小山氏等庶家開始活躍，但是一族之長的秀鄉流太田氏則沒落（《久喜市史》、《鷺宮町史》）。